# Copa de Burkina Faso
La Coupe du Faso es el segundo torneo de fútbol más importante a nivel de clubes de Burkina Faso, se juega desde 1961 y es organizada por la Federación Burkinesa de Fútbol.

## Formato
Pueden participar todos los equipos del país, los cuales juegan bajo un sistema de eliminación directa.
El equipo campeón clasifica la Copa Confederación de la CAF.

## Palmarés
| Temporada | Campeón                                     | Resultado                                   | Finalista                                   |
| --------- | ------------------------------------------- | ------------------------------------------- | ------------------------------------------- |
| 1961      | Racing Club de Bobo-Dioulasso               |                                             |                                             |
| 1962      | Racing Club de Bobo-Dioulasso               |                                             |                                             |
| 1963      | Étoile Filante Ouagadougou                  |                                             |                                             |
| 1964      | Étoile Filante Ouagadougou                  |                                             |                                             |
| 1965      | Étoile Filante Ouagadougou                  |                                             |                                             |
| 1966      | USFRAN Bobo-Dioulasso                       |                                             |                                             |
| 1967      | USFRAN Bobo-Dioulasso                       |                                             |                                             |
| 1968      | ASFAN Ouagadougou                           |                                             |                                             |
| 1969      | USFRAN Bobo-Dioulasso                       |                                             |                                             |
| 1970      | Étoile Filante Ouagadougou                  | 3 - 1                                       | Bobo Sport                                  |
| 1971      | USFRAN Bobo-Dioulasso                       |                                             |                                             |
| 1972      | Étoile Filante Ouagadougou                  |                                             |                                             |
| 1974      | USFRAN Bobo-Dioulasso                       |                                             |                                             |
| 1975      | Étoile Filante Ouagadougou                  |                                             |                                             |
| 1976      | Étoile Filante Ouagadougou                  | 6 - 1                                       | Bobo Sport                                  |
| 1977–1980 | No disputada                                | No disputada                                | No disputada                                |
| 1981      | Silures Bobo-Dioulasso                      | 3 - 0                                       | Lambri Sports Wavigaja                      |
| 1982–1983 | No disputada                                | No disputada                                | No disputada                                |
| 1984      | Racing Club de Bobo-Dioulasso               | 4 - 0                                       | USFA Ouagadougou                            |
| 1985      | Étoile Filante Ouagadougou                  |                                             |                                             |
| 1986      | ASF Bobo-Dioulasso                          |                                             |                                             |
| 1987      | Racing Club de Bobo-Dioulasso               | 0 - 0 (3-1 pen.)                            | ASFA Yennenga                               |
| 1988      | Étoile Filante Ouagadougou                  | 2 - 0                                       | ASF Bobo-Dioulasso                          |
| 1989      | ASF Bobo-Dioulasso                          | 4 - 2                                       | USFRAN Bobo-Dioulasso                       |
| 1990      | Étoile Filante Ouagadougou                  | 2 - 1                                       | ASFA Yennenga                               |
| 1991      | ASFA Yennenga                               | 3 - 0                                       | ASFAP Ouagadougou                           |
| 1992      | Étoile Filante Ouagadougou                  | 2 - 1                                       | Rail Club du Kadiogo                        |
| 1993      | Étoile Filante Ouagadougou                  | 2 - 0                                       | ASF Bobo-Dioulasso                          |
| 1994      | Rail Club du Kadiogo                        | 1 - 0                                       | Racing Club de Bobo-Dioulasso               |
| 1995      | ASFA Yennenga                               | ganó a                                      | Racing Club de Bobo-Dioulasso               |
| 1996      | Étoile Filante Ouagadougou                  | 2 - 0                                       | ASEC Koudougou                              |
| 1997      | ASF Bobo-Dioulasso                          | 1 - 0                                       | Rail Club du Kadiogo                        |
| 1998      | ASF Bobo-Dioulasso                          | 0 - 0 (7-6 pen.)                            | USFA Ouagadougou                            |
| 1999      | Étoile Filante Ouagadougou                  | 3 - 2                                       | USFA Ouagadougou                            |
| 2000      | Étoile Filante Ouagadougou                  | 3 - 1                                       | US Ouagadougou                              |
| 2001      | Étoile Filante Ouagadougou                  | 3 - 1                                       | ASF Bobo-Dioulasso                          |
| 2002      | USFA Ouagadougou                            | 2 - 0                                       | ASF Bobo-Dioulasso                          |
| 2003      | Étoile Filante Ouagadougou                  | 0 - 0 (5-4 pen.)                            | ASFA Yennenga                               |
| 2004      | ASF Bobo-Dioulasso                          | 0 - 0 (3-2 pen.)                            | USFA Ouagadougou                            |
| 2005      | US Ouagadougou                              | 2 - 0                                       | ASF Bobo-Dioulasso                          |
| 2006      | Étoile Filante Ouagadougou                  | 3 - 2                                       | Racing Club de Bobo-Dioulasso               |
| 2007      | Racing Club de Bobo-Dioulasso               | 2 - 1                                       | US Ouagadougou                              |
| 2008      | Étoile Filante Ouagadougou                  | 3 - 2                                       | US Ouagadougou                              |
| 2009      | ASFA Yennenga                               | 4 - 1                                       | USFA Ouagadougou                            |
| 2010      | USFA Ouagadougou                            | 1 - 0                                       | Racing Club de Bobo-Dioulasso               |
| 2011      | Étoile Filante Ouagadougou                  | 0 - 0 (4-3 pen.)                            | AS SONABEL                                  |
| 2012      | Rail Club du Kadiogo                        | 2 - 1                                       | ASFA Yennenga                               |
| 2013      | ASFA Yennenga                               | 2 - 1                                       | AS SONABEL                                  |
| 2014      | Racing Club de Bobo-Dioulasso               | 1 - 0                                       | Etoile Filante Ouagadougou                  |
| 2015      | USFA Ouagadougou                            | 3 - 0                                       | ASF Bobo-Dioulasso                          |
| 2016      | Rail Club du Kadiogo                        | 2 - 0                                       | AS SONABEL                                  |
| 2017      | Etoile Filante Ouagadougou                  | 3 - 2                                       | USFA Ouagadougou                            |
| 2018      | Salitas FC                                  | 2 - 0                                       | ASF Bobo-Dioulasso                          |
| 2019      | Rahimo FC                                   | 3 - 2                                       | AS SONABEL                                  |
| 2020      | Abandonado debido a la Pandemia de COVID-19 | Abandonado debido a la Pandemia de COVID-19 | Abandonado debido a la Pandemia de COVID-19 |
| 2021      | ASFA Yennenga                               | 1 – 0                                       | ASF Bobo-Dioulasso                          |
| 2022      | AS Douanes                                  | 1 – 0                                       | US Comoé                                    |
| 2023      | Étoile Filante Ouagadougou                  | 3 – 0                                       | Salitas FC                                  |
| 2024      | Étoile Filante Ouagadougou                  | 0 – 0 (5–4 pen.)                            | Rahimo FC                                   |
| 2025      | Rahimo FC                                   | 1 – 1 (3–1 pen.)                            | Sporting des Cascades                       |

## Títulos por club
| Club                          | Campeón | Años campeón |
| ----------------------------- | ------- | --- |
| Étoile Filante Ouagadougou1   | 23      | 1963, 1964, 1965, 1970, 1972, 1975, 1976, 1985, 1988, 1990, 1992, 1993, 1996, 1999, 2000, 2001, 2003, 2006, 2008, 2011, 2017, 2023, 2024 |
| Racing Club de Bobo-Dioulasso | 6       | 1961, 1962, 1984, 1987, 2007, 2014 |
| ASF Bobo-Dioulasso            | 5       | 1986, 1989, 1997, 1998, 2004 |
| USFRAN Bobo-Dioulasso         | 5       | 1966, 1967, 1969, 1971, 1974 |
| ASFA Yennenga                 | 5       | 1991, 1995, 2009, 2013, 2021 |
| USFA Ouagadougou (ASFAN)      | 4       | 1968, 2002, 2010, 2015 |
| Rail Club du Kadiogo          | 3       | 1994, 2012, 2016 |
| Rahimo FC                     | 2       | 2019, 2025 |
| Silures Bobo-Dioulasso        | 1       | 1981 |
| US Ouagadougou                | 1       | 2005 |
| Salitas FC                    | 1       | 2018 |
| AS Douanes                    | 1       | 2022 |

1- Los ganados en 1972 y 1985 son inciertos.